# Umweltpolitik
Der Begriff Umweltpolitik, der um 1970 aus dem engl. environmental policy gebildet wurde, bezeichnet die Gesamtheit der politischen Bestrebungen, um die natürlichen Lebensgrundlagen des Menschen sowie der Natur zu erhalten.

## Entwicklung der Umweltpolitik
Die Herausbildung der Umweltpolitik als eigenständiger Politikbereich war eng verknüpft mit der Entstehung eines sich immer weiter verbreitenden Umweltbewusstseins in den 1970er Jahren. Beides war eine Reaktion auf drastisch zunehmende Umweltprobleme, Schrittmacher waren soziale Bewegungen wie die Umweltbewegung und die Anti-Atomkraft-Bewegung. Zuvor waren die Aufgaben der Umweltpolitik auf verschiedene Politikbereiche wie Landwirtschaft oder Industriepolitik verteilt. Die Protestbewegung der 1960er Jahre (siehe auch 68er-Bewegung) hatte noch wenig Interesse an Umweltpolitik.

### Entwicklung in den Vereinigten Staaten
In den Vereinigten Staaten trieb die Zivilgesellschaft die Umweltpolitik voran. Bereits im 19. Jahrhundert gab es Diskussionen über die Umweltverschmutzung durch die Kohle als Energieträger in den Großstädten.
Frank Uekötter bezeichnet das Jahr 1970 als „eine radikale Zäsur“. Präsident Richard Nixon sei es gelungen, als Antwort auf die entstehende „ökologische Stimmung“ mit „geschickt lancierten Umweltinitiativen“ die Wähler auf seine Seite zu ziehen.

### Entwicklung in Deutschland
1952 wurde die 'interparlamentarische Arbeitsgemeinschaft für naturgemäße Wirtschaft' gegründet, 1962 der Deutsche Rat für Landespflege.
In Westdeutschland entwickelte sich der Politikbereich in vier Phasen. Das Politikfeld wurde zunächst von der Bundesregierung entdeckt; der zivilgesellschaftliche Bereich entwickelte sich verzögert. Bundesinnenminister Hans-Dietrich Genscher (FDP) gewann im November 1969 die Zuständigkeit für Gewässerschutz, Luftreinhaltung und Lärmbekämpfung und fasste die neue Abteilung unter Umweltschutz zusammen. In der Regierungserklärung Willy Brandts wurden neue Gesetze angekündigt.
- Etablierungsphase

Mit Beginn der sozialliberalen Koalition 1969 begannen die Identifizierung der grundlegenden, am deutlichsten wahrnehmbaren Umweltbelastungen und die Entwicklung von Gegenmaßnahmen. 1970 verabschiedete die Bundesregierung (Kabinett Brandt I) ein Sofortprogramm zum Umweltschutz und am 29. September 1971 das erste Umweltprogramm. Darin wurden über 100 Gesetze und Verordnungen angekündigt und teilweise bereits budgetiert. Das Umweltprogramm bewirkte auch ein schärferes Umweltbewusstsein in der Bevölkerung. Während im September 1970 laut einer infas-Umfrage nur 41 % der Befragten den Begriff Umweltschutz kannten, war dieser im November 1971 bereits 92 % bekannt. Die Federführung für die Umweltpolitik lag beim Bundesministerium des Innern. Die FDP nahm als erste Partei das Thema Umweltschutz in ihr Programm (1971) auf. Dabei spielte auch das Vorbild der Umweltpolitik in den USA eine Rolle. Am 22. April 1970 fand dort der erste Earth Day statt. Als erste Regierung in Europa führte Bayern, wo es traditionell eine starke Heimatbewegung gab, 1970 ein eigenes Umweltministerium ein.
1971 rief die Bundesregierung den Sachverständigenrat für Umweltfragen ins Leben, 1972 folgte die Umweltministerkonferenz der Länder und 1974 wurde das Umweltbundesamt gegründet. Parallel entstanden erste Bürgerinitiativen, die sich 1972 im Bundesverband Bürgerinitiativen Umweltschutz (BBU) sammelten.
- Abschwungphase

Mit der Ölkrise von 1973/1974 geriet der Umweltschutz nach seiner erfolgreichen Etablierung gegenüber wirtschaftlichen Argumenten ins Hintertreffen. Erstmals wurde die Phrase vom „Jobkiller Umweltschutz“ verwendet. Aus der Enttäuschung über diesen Abschwung und den damit verbundenen Stillstand entstanden weitere zahlreiche Umweltgruppen und Bürgerinitiativen im Bereich Umwelt. Ein breiter „Umweltprotest“ formierte sich. Die zweite Ölkrise 1979/1980 trug dazu bei, über das notwendige Energiesparen auch die Bedeutung von Umweltschutz wieder stärker bewusst zu machen. Der Austritt des Umweltpolitikers Herbert Gruhl aus der CDU 1978 markierte die Unsicherheit der Oppositionspartei zum Thema. Auch die regierende SPD verlor Anhänger in Richtung der sich 1980 bundesweit formierenden Grünen.
- Konsolidierungsphase

Anfang der 1980er Jahre erhöhten der steigende ökologische Problemdruck und dessen stärkere Wahrnehmung durch die Bevölkerung sowie die Etablierung grüner und alternativer Parteien den politischen Stellenwert des Umweltschutzes. Der Einzug von Bündnis 90/Die Grünen in den Deutschen Bundestag 1983 war die Folge: Die neue Partei sorgte für die dauerhafte Präsenz des Themas und zwang die anderen Parteien zur eigenständigen Umweltpolitik. Ein unübersehbares Waldsterben, das seit 1981 in den großen Medien Thema wurde, begünstigte den Wandel in der Einschätzung der ökonomischen Folgen fehlenden Umweltschutzes. Neue Verbesserungen des umweltpolitischen Instrumentariums wurden durch die christlich-liberale Regierung eingeleitet, z. B. 1983 die Verordnung über Großfeuerungs-, Gasturbinen- und Verbrennungsmotoranlagen und 1986 die Novellierung der Technischen Anleitung (TA) zur Reinhaltung der Luft. Eine ökonomische Erholung und das Abklingen des Kalten Krieges („Perestroika“ ab 1985) halfen dabei.
- Modernisierungsphase

Mit der Reaktorkatastrophe von Tschernobyl 1986, dem Waldsterben und anderen Katastrophenmeldungen trat Ende der 1980er Jahre die Umweltpolitik in eine neue Phase. Dominierte zuvor die nachgeschaltete Verhinderung von Umweltverschmutzung durch Technikeinsatz, begann mit der Etablierung des Begriffs Nachhaltige Entwicklung durch den Brundtland-Bericht der Vereinten Nationen der Versuch, die Entstehung von Umweltschäden im Ansatz zu vermeiden. Ein bekanntes Instrument dieser Phase ist die Umweltverträglichkeitsprüfung („UVP“). Bis etwa 1990 erreichte der Umweltschutz einen hohen politischen und gesellschaftspolitischen Stellenwert; in der Amtszeit des Bundesumweltministers Klaus Töpfer (CDU) (1987–1994) wurden viele sinnvolle Änderungen in der Umweltgesetzgebung vollzogen. Nach dem Fall der Mauer (1989/1990) fanden andere politische Themen mehr Beachtung, zumal die Deindustrialisierung in Ostdeutschland viele Umweltprobleme wegfallen ließ.
Während Angela Merkel als Umweltministerin (1994–1998) amtierte, verflog die Euphorie der Nach-Wende-Zeit („Blühende Landschaften“). Unter den Bedingungen von Globalisierung und wirtschaftlicher Stagnation wurden Umweltschutzmaßnahmen wieder mehr als Hemmschuh für Wirtschaftswachstum und Innovationen gesehen.
Ende 1998 endete die „Ära Kohl“. Unter Bundeskanzler Gerhard Schröder wurden die Grünen zum ersten Mal Koalitionspartner in einer Bundesregierung; sie stellten in der rot-grünen Koalition 1998–2005 Jürgen Trittin als Umweltminister. Trittin verhandelte zum Beispiel den Atomkonsens (Atomausstieg). Die Umweltpolitik war in dieser Zeit ein Politikbereich, in dem SPD-Politiker ihr 'wirtschaftsfreundliches' und Grünen-Politiker ihr umweltfreundliches Profil zu schärfen versuchten.
- Internationalisierung

In der Zeit Angela Merkels als Kanzlerin zeigten sich viele globale Herausforderungen der Umweltpolitik wie der Klimawandel, das Abschmelzen des Polareises und der Gletscher, die Meeresverschmutzung durch Plastikteile. Sie erwarb durch ihr Agieren auf internationalen Konferenzen um 2006/07 den Ruf einer Klimakanzlerin, auch wenn ihr viele absprechen, diesen Namen zu verdienen. Am Klimagipfel 2014 in New York nahm sie nicht persönlich teil.
Umweltschutzaufwendungen der Bundesrepublik Deutschland
Staatliche Ausgaben und Investitionen
- 1977: 4,3 Milliarden €
- 1982: 6,08 Milliarden €
- 1987: 7,83 Milliarden €
- 2009: 33,21 Milliarden €

Quelle: Statistisches Bundesamt

### Problematik eines Querschnittbereiches
Die Umweltpolitik teilt mit anderen Politiken wie der Frauenpolitik das Problem eines Querschnittsbereiches, thematische Überschneidungen mit vielen anderen Politikfeldern aufzuweisen. Für die Umweltpolitik sind das vor allem die Wirtschaftspolitik einschließlich der Landwirtschaftspolitik, die Energiepolitik, die Verkehrspolitik, die Städtebau- und Siedlungspolitik. Da die Ursachen für Umweltschäden häufig in die Zuständigkeit dieser Gebiete fallen, verlangen diese Bezüge von Umweltpolitikern ein hohes Maß an Interdisziplinarität, Kommunikations-, Überzeugungs- und Durchsetzungsvermögen wie auch Kompromissbereitschaft.

### Problematik eines Langfristbereiches
Die Umweltpolitik teilt mit anderen Politikfeldern wie der Rentenpolitik das Problem, erst langfristig wichtig zu werden. Einmal getroffene – oder auch versäumte – Entscheidungen wirken sich langfristig aus, häufig erst mit großer Zeitverzögerung. Da die Politiker in Demokratien jedoch oft in Wahlperioden (4–5 Jahre) bzw. vorrangig bis zum nächsten Wahltermin denken und in deren Rhythmus ausgetauscht werden, werden kurzfristige Politikmuster begünstigt. Ähnliches gilt auch für die Wirtschaftslenker, die längerfristige Entwicklungen häufig vernachlässigen, weil sie sich an Quartalszahlen, Jahreszahlen (Umsätze, Gewinne) und schwankenden Börsenkursen orientieren. Tendenziell werden Themen vernachlässigt, bei denen die Auswirkungen politischer Entscheidung über viele Jahre oder Jahrzehnte in die Zukunft berücksichtigt werden müssen. Teilbereiche wie die Klimaschutzpolitik lassen sich zudem kaum anders als im globalen Maßstab angehen.

## Prinzipien der Umweltpolitik
Wie in anderen Politikbereichen besteht kein allgemeines Einverständnis über oberste Prinzipien der Umweltpolitik. Dennoch lassen sich einige Grundsätze als sehr weitgehend akzeptiert hervorheben:
- Das Verursacherprinzip besagt, dass der Urheber einer Umweltbelastung auch die Kosten für die Beseitigung tragen soll. Faktisch gilt aber noch in starkem Maße das Gemeinlastprinzip, nach dem die Allgemeinheit Kosten trägt, die nicht (mehr) zurechenbar bzw. nicht über den Verursacher aufzubringen sind.
- Nach dem Vorsorgeprinzip sollen Umweltschäden aber erst gar nicht entstehen.
- Diesen Grundsatz verschärft das Vorsichtsprinzip noch dahingehend, dass im Fall des Mangels an zuverlässigen wissenschaftlichen Risikoabschätzungen im Zweifel eine Entscheidung zugunsten des Verbots einer Betätigung oder Produktentwicklung zu treffen sei.
- Nicht ganz so scharf ist das Substitutionsprinzip, welches postuliert, Gefahrstoffe zu ersetzen, wenn ein umweltfreundlicherer Ersatzstoff vorhanden ist (v. a. bei Chemikalien).
- Das Integrationsprinzip bzw. Querschnittsprinzip, besagt, dass Umweltschutz auch eine Angelegenheit anderer Politikfelder (z. B. Verkehrspolitik, Landwirtschaftspolitik) ist, da durch Entscheidungen in diesen Bereichen häufig Umweltprobleme verursacht werden.
- Das Kooperationsprinzip besagt, dass unter Einbeziehung wichtiger gesellschaftlicher Gruppen auf eine möglichst einvernehmliche Verwirklichung umweltpolitischer Ziele hingearbeitet werden solle. Nur so ist eine wirksame Umsetzung umweltpolitischer Maßnahmen zu erwarten.
- Umweltpolitik sollte auf der Grundlage wissenschaftlicher Erkenntnisse beruhen. Sie ist deshalb ein besonders beratungsintensiver Politikbereich.
- Das Prinzip der Nachhaltigkeit stammt aus der Forstwirtschaft. Danach darf der jährliche Holzeinschlag nicht größer sein als die nachwachsende Holzmenge. Anwendbar ist dieses Prinzip auch in der Fischerei und Jagdwirtschaft. Allgemein gelten folgende Nutzungsregeln nach dem Prinzip:
  - Bei erneuerbaren Ressourcen darf die Abbaurate die Regenerationsrate nicht überschreiten, z. B. Forstwirtschaft
  - Die Abfallmengen oder Schadstoffemissionen dürfen die Aufnahmefähigkeit der Natur nicht übersteigen
  - Der Verbrauch nicht erneuerbarer Ressourcen muss ausgeglichen werden durch beispielsweise Steigerung der Wirksamkeit

## Institutionelle Verankerung in Deutschland, Österreich, Schweiz

### Verfassungsrechtliche Grundlagen
Das deutsche Grundgesetz (Art. 20a, eingefügt durch Verfassungsänderung im Oktober 1994) und die schweizerische Bundesverfassung (Art. 73 und 74) enthalten Staatszielbestimmungen, die dem Bund Leitlinien für eine Politik zum Schutz der natürlichen Lebensgrundlagen geben.
In Österreich fehlt eine entsprechende Verfassungsbestimmung bisher.
Zu den Zielen der Europäischen Gemeinschaft gehört „ein hohes Maß an Umweltschutz und Verbesserung der Umweltqualität“ (Art. 2 EGV).

### Staatliche Institutionen
In Deutschland erhielt die Umweltpolitik 1974 durch die Gründung des Umweltbundesamtes unter dem Bundesinnenministerium einen institutionellen Rahmen. Am 6. Juni 1986, etwa fünf Wochen nach der schweren Reaktorkatastrophe von Tschernobyl, wurde das Bundesumweltministerium gegründet.
Die damalige Bundesregierung – Kabinett Kohl I – fasste mit diesem Schritt mehr umweltpolitische Felder zusammen (vorher verteilt auf die Ressorts von Innen-, Landwirtschafts- und Gesundheitsministerium) und verringerte mit diesem größeren Zuschnitt den Koordinationsbedarf (siehe oben) des Querschnittsbereichs Umweltpolitik.
Die deutschen Länder haben teilweise eigenständige Umweltministerien; diese kooperieren in einer regelmäßig tagenden Umweltministerkonferenz („UMK“). Die Umweltministerien der Länder unterscheiden sich dabei zum Teil erheblich im Zuschnitt ihrer Geschäftsbereiche und in der Größe ihrer Abteilungen, Referate und Mitarbeiterzahl. Besonders breit sind etwa die Umweltministerien in Bremen, Sachsen-Anhalt und Schleswig-Holstein zugeschnitten, die neben umweltpolitischen Kernthemen auch für die Agrar- und die Energiepolitik zuständig sind. Mit ihren vielen Regierungsbeteiligungen haben Bündnis 90/Die Grünen in den letzten Jahren den Zuschnitt vieler Umweltministerien geprägt. Sie setzen dabei erkennbar einen Schwerpunkt auf die Klima- und die Energiepolitik.
1993 entstand ein Bundesamt für Naturschutz.
In Österreich gab es 1986 erstmals ein eigenständiges Umweltministerium. 2020 wurde das Umwelt-Ressort aus dem Landwirtschaftsministerium ausgegliedert und das österreichische Verkehrsministerium zum Bundesministerium für Klimaschutz, Umwelt, Energie, Mobilität, Innovation und Technologie umgewandelt.
In der Schweiz wurde 1971 das Bundesamt für Umweltschutz (heutiges Bundesamt für Umwelt) gegründet. Am 1. Januar 1985 trat das Umweltschutzgesetz in Kraft. Seit 1998 besteht Eidgenössische Departement für Umwelt, Verkehr, Energie und Kommunikation (UVEK).

## Maßnahmen und Instrumente

### Ordnungsrecht
Ordnungsrechtliche Instrumente wie z. B. Gebote und Verbote werden allgemein als unverzichtbar angesehen, wenn es um die unmittelbare Vermeidung von Umweltbeeinträchtigung und die Abwehr von Umweltgefahren geht. Allerdings ruft der Einsatz von ordnungsrechtlichen Instrumenten oft Abwehrreaktionen hervor, oder die Verbote werden nur abgeschwächt durchgesetzt (siehe Umweltrecht).

### Planerische Instrumente
Planerische Instrumente werden vielfältig eingesetzt. Das wichtigste Planungsinstrument ist heutzutage die Raumordnung, die entscheidend für die Frage ist, wie Flächen genutzt werden. Zu den planerischen Instrumenten kann auch die Vorgabe von Zielen gerechnet werden, deren Erreichung unteren Ebenen überlassen wird. Ein umstrittenes Instrument ist die Formulierung von Qualitätszielen für bestimmte Umweltmedien. Es wird befürchtet, dass dies in weniger belasteten Gebieten zu weniger strengen Auflagen und einer „Auffüllung“ mit Schadstoffen führen könnte.
Ein weiteres Instrument, das in der Planungsphase von Projekten einsetzt, ist die Umweltverträglichkeitsprüfung. Diese ist in der Europäischen Union mit der UVP-Richtlinie verankert.

### Marktwirtschaftliche Instrumente
Marktwirtschaftliche Instrumente sollen wirtschaftliche Anreize für umweltfreundliches Verhalten setzen. Hierbei geht es vor allem um die sogenannte Internalisierung von Umweltkosten (externe Kosten). Dies geschieht beispielsweise durch eine steuerliche Belastung des Einsatzes umweltschädlicher Stoffe (Preislösung). Umweltsteuern wie die verschiedenen Ökosteuern in Deutschland sind ein politischer Versuch, Kostenwahrheit herzustellen. Fraglich ist, ob von staatlicher Seite aus eine ausreichend wirksame Preiskorrektur unter Marktbedingungen möglich ist. Die Erhöhung der Stromsteuer mit Entlastung bei Lohnnebenkosten belastete besonders Alleinstehende mit Kindern sowie Nicht-Einkommensteuer-Zahlende mit niedrigem Einkommen. Die Erfahrungen der Lenkungsabgaben in der Schweiz, mit einer teilweisen Pro-Kopf-Rückverteilung der Einnahmen, weisen auf die Durchsetzbarkeit von Steuererhöhungen hin: Aufkommensneutralität für die Staatseinnahmen entlastet die unteren und mittleren Einkommensschichten, gibt ihnen gleichzeitig ein Preissignal für die schützenswerten Güter. Würden in Deutschland die Ökosteuern als Ökobonus zurückgezahlt, so würden sie zu einem zusätzlichen Einkommen von mindestens 10,15 Euro pro Monat und Person führen. Sogar eine weitere Erhöhung würde kompensiert. Die Reform würde klar progressiv. Der Green Check in Dänemark ist ebenso eine solche Rückvergütung. Seit dem Jahr 2010 wird ein jährlicher Ökobonus von 1300 dkr. für Erwachsene gezahlt. Der Green Check für Kinder in Höhe von 300 dkr. wird an die Mutter überwiesen. Den Green Check gibt es allerdings nicht Pro-Kopf in gleicher Höhe, sondern sinkend mit höherem Einkommen: Bürger mit Einkommen über 362.800 dkr. erhalten nur noch 7,5 Prozent der Rückvergütung.
Allerdings fehlt ein allgemein anerkanntes Modell zur Einbeziehung des Faktors Umwelt in die Berechnung des Bruttoinlandsprodukts, wie es vom Europäischen Parlament 1994 gefordert wurde. Eine weitere Möglichkeit ist der Emissionsrechtehandel, etwa der EU-Emissionshandel oder unternehmensinterner Emissionszertifikatehandel. Hier gibt die Politik direkt das Umweltziel vor (Mengenlösung), der Preis für die Emissionszertifikate wird auf dem Markt gebildet.
Subventionen oder Steuerabschreibungen können als Finanzierungsinstrumente für positive Anreize genutzt werden. Sie werden vor allem dann vorgeschlagen, wenn es um die Sanierung von Altlasten oder um den Ausgleich von Schäden geht, deren Verursacher nicht mehr feststellbar sind. So verfügt die EU mit LIFE seit 1991 über ein gemeinschaftliches Finanzierungsinstrument für vorrangige Umweltmaßnahmen.

### Kooperative Instrumente
Kooperative Instrumente können vor allem da sinnvoll eingesetzt werden, wo es zwischen Umweltschutz- und Industrieinteressen eine gewisse Waffengleichheit gibt. Dabei kann es sich um Absprachen zwischen Staat und Verursachern handeln, aber auch zwischen Verbänden und Verursachern. Kerngedanke ist, dass mit Hilfe von Absprachen vor allem ordnungsrechtliche Vorgaben, die einen engen Rahmen stecken, vermieden werden. Dies setzt allerdings voraus, dass sich der Staat immer die Möglichkeit vorbehält, durch Ge- oder Verbote regulierend einzugreifen. Auf europäischer Ebene hatte die Europäische Kommission im November 1996 eine Untersuchung über die Nützlichkeit freiwilliger Vereinbarungen vorgelegt. Darin stellte sie fest, dass mangelhafte Resultate bestehender freiwilliger Selbstverpflichtungen vor allem auf die Form des Entstehens zurückzuführen seien. Deshalb empfiehlt sie klare Strukturen in Form von Verträgen zwischen den Beteiligten. Diese Verträge sollen sowohl die quantitativen Ziele, Verpflichtungen und Fortschritte als auch die Sanktionen beinhalten.
In Deutschland gibt es auf Landesebene die Niedersachsen Allianz für Nachhaltigkeit, den Umweltpakt Bayern, die Umweltpartnerschaft Brandenburg, die Bremen partnerschaft umwelt unternehmen, die UmweltPartnerschaft Hamburg, die Umweltallianz Hessen, die Umweltallianz Mecklenburg-Vorpommern, den Umweltpakt Saar, die Umweltallianz Sachsen-Anhalt, das Nachhaltigkeitsabkommen Thüringen und die Umweltallianz Sachsen.

### Umweltinformationen
Die Bereitstellung von Umweltinformationen ist vor allem wichtig für eine wirksame Wahrnehmung vieler heutiger Umweltprobleme, die weniger offensichtlich sind. Die Aarhus-Konvention, ein völkerrechtlicher Grundsatzvertrag, gibt jeder Frau, jedem Mann das Recht auf weitgehend freien Zugang zum Wissen über alle Umweltbelange. Sie verpflichtet die Behörden nicht nur zur Offenlegung ihrer Umweltdaten und Messergebnisse, sie ist darüber hinaus auch Grundlage für den Anspruch auf Umweltbildung und Förderung der Umweltorganisationen. Eine weitere Möglichkeit ist es, mittels Umweltzeichen über besonders umweltverträgliche Produkte zu informieren. Seit Sommer 1993 können Produkte ein EU-Umweltzeichen erhalten (ähnlich dem in Deutschland bekannten Blauen Engel). Umweltinformation kann auch sehr unmittelbare Wirkung haben: Die Bekanntgabe z. B. der krebserregenden Wirkung eines Produktes in den Medien hat oft das sofortige Verschwinden des Produktes vom Markt zur Folge.

## Weitere Akteure der Umweltpolitik
Vor allem Umweltverbände stellen Mängel im Umweltschutz fest und prangern diese an, um umweltpolitische Themen auf die Agenda der politischen Akteure zu bringen. Ihre problemorientierte Herangehensweise führt dazu, dass sie nicht innerhalb der ressortmäßigen Grenzen der staatlichen Politik denken und handeln und damit immer wieder unkonventionelle und innovative Vorschläge erarbeiten. Sie werden deshalb als ein unverzichtbarer Teil des umweltpolitischen Gesamtgeschehens angesehen.
Neben den Umweltverbänden spielen wissenschaftliche Beratungsgremien eine wichtige Rolle. Auf deutscher Bundesebene tun dies vor allem
- der Sachverständigenrat für Umweltfragen (SRU),
- der Wissenschaftliche Beirat der Bundesregierung Globale Umweltveränderungen (WBGU) und
- der Rat für Nachhaltige Entwicklung (Nachhaltigkeitsrat).

Die unabhängigen Sachverständigen bewerten die bisherige Umweltpolitik und geben Empfehlungen bezüglich ihrer zukünftigen Ausrichtung.
Die Wirtschaftsverbände haben in den letzten Jahren eigenständige umweltpolitische Positionen entwickelt und vertreten sie gegenüber der staatlichen Politik, häufig in eine allgemeine wirtschaftspolitische Argumentation eingebettet. Ihre Positionen zielen in der Regel darauf ab, von verbindlichen Einzelregelungen verschont zu werden. Für zahlreiche Einzelthemen, wie z. B. den Klimaschutz, haben Wirtschaftsverbände so genannte Selbstverpflichtungserklärungen abgegeben, mit denen sie sich selbst umweltpolitische Ziele in der Erwartung setzen, dass im Gegenzug keine rechtsverbindlichen Regelungen zum gleichen Gegenstand gesetzt werden. Die Erfahrungen mit diesen Selbstverpflichtungen sind sehr unterschiedlich. Zur Durchsetzung ehrgeiziger Zielsetzungen und international verbindlich vereinbarter Zielvorgaben erscheinen sie häufig kaum geeignet.
Daneben gibt es Interessengruppen-übergreifende Verbände, wie z. B. das Österreichische ÖKOWEB.

## Internationale Umweltpolitik

### Europäischen Union
Die Europäische Gemeinschaft begann schon 1971 in Gestalt einer „Mitteilung der Kommission über eine gemeinschaftliche Umweltpolitik“, Ansätze einer Umweltpolitik herauszubilden, aus denen jedoch wegen der personellen und institutionellen Schwäche des Umweltschutzes innerhalb der Organe der Europäischen Gemeinschaft zunächst kaum konkrete Initiativen entstanden. Erst 1987 erhielt die europäische Umweltpolitik durch die Einheitliche Europäische Akte eine kompetenzielle Verankerung in den Zielsetzungen der EG, die durch die Verträge von Maastricht und Amsterdam ausgebaut wurde, und eine institutionelle Stütze in Form der Generaldirektion Umwelt.
Die Europäische Union hat sich zum Ziel gesetzt, den Umwelt- und Gesundheitsschutz sowie die nachhaltige Verwendung natürlicher Ressourcen zu fördern und Maßnahmen zur Bewältigung regionaler oder globaler Umweltprobleme auf internationaler Ebene durchzusetzen. Mit dem Vertrag von Lissabon wurde die Bekämpfung der globalen Erwärmung als weiteres umweltpolitisches Ziel festgelegt und die Energiepolitik erhielt einen eigenen Artikel im Primärrecht (Art. 194 AEUV). An der umweltpolitischen Rechtssetzung sind der Rat der Europäischen Union und das Europäische Parlament über das Mitentscheidungsverfahren gleichberechtigt beteiligt.
Umweltpolitik hat einen zunehmend wichtigeren Stellenwert auf der europäischen Agenda. Sie ist integraler Bestandteil der Europa 2020-Strategie, die eine intelligente, nachhaltige und integrative Wirtschaft für Europa vorsieht. Die Basis für die umweltpolitische Komponente der Strategie wurde im Sechsten Aktionsprogramm für die Umwelt 2002–2012 gelegt.

### Globale Umweltpolitik
Auf internationaler Ebene wurden zuerst länderübergreifende Umweltprobleme diskutiert. Dazu gehören vor allem die Luftverschmutzung und die Gewässerverschmutzung (Verschmutzung von Flüssen und Meeren), der Abbau der Ozonschicht (bekannt seit etwa 1980) und die globale Erwärmung.
Die Vereinten Nationen spielen dabei seit den 1970er Jahren eine wichtige Rolle. Sie initiierten die Klimarahmenkonvention (siehe hierzu auch: Klimaschutzpolitik, Kyoto-Protokoll, Emissionsrechtehandel). Die grob im Bereich der UN angesiedelte Globale Umweltfazilität finanziert bei Maßnahmen in Entwicklungsländern die Berücksichtigung globaler Umweltziele.
Fachorganisationen der Vereinten Nationen wie
- die Welthandelsorganisation (WTO),
- die Wirtschaftskommission für Europa und
- die Internationale Seeschifffahrts-Organisation (IMO)

die ursprünglich keine umweltpolitischen Aufgaben hatten, sehen sich zunehmend dem Anspruch gegenüber, in ihren jeweiligen Politiken Umweltschutzinteressen zu berücksichtigen. Dieser Integrationsprozess verläuft oft nur langsam und konfliktreich.
Wie auch in anderen Bereichen internationaler Politik ist das übliche Instrument zur Umsetzung umweltpolitischer Zielsetzungen der völkerrechtliche Vertrag, der der Ratifikation und der Umsetzung in innerstaatliches Recht bedarf.